# Josandreva sazi
Josandreva sazi là một loài côn trùng trong họ Nemopteridae thuộc bộ Neuroptera. Loài này được Navás miêu tả năm 1906.